# Beauchamps (Manche)
Beauchamps ist eine französische Gemeinde mit 438 Einwohnern (Stand 1. Januar 2022) im Département Manche in der Region Normandie. Sie gehört zum Kanton Bréhal und zum Arrondissement Avranches. 
Nachbargemeinden sind Gavray-sur-Sienne mit Le Mesnil-Rogues im Norden, Le Mesnil-Villeman im Nordosten, Champrepus im Osten, La Haye-Pesnel im Südosten und Équilly im Süden und im Westen.

## Bevölkerungsentwicklung
| Jahr      | 1962 | 1968 | 1975 | 1982 | 1990 | 1999 | 2008 | 2018 |
| --------- | ---- | ---- | ---- | ---- | ---- | ---- | ---- | ---- |
| Einwohner | 383  | 348  | 314  | 299  | 314  | 354  | 395  | 414  |

## Sehenswürdigkeiten

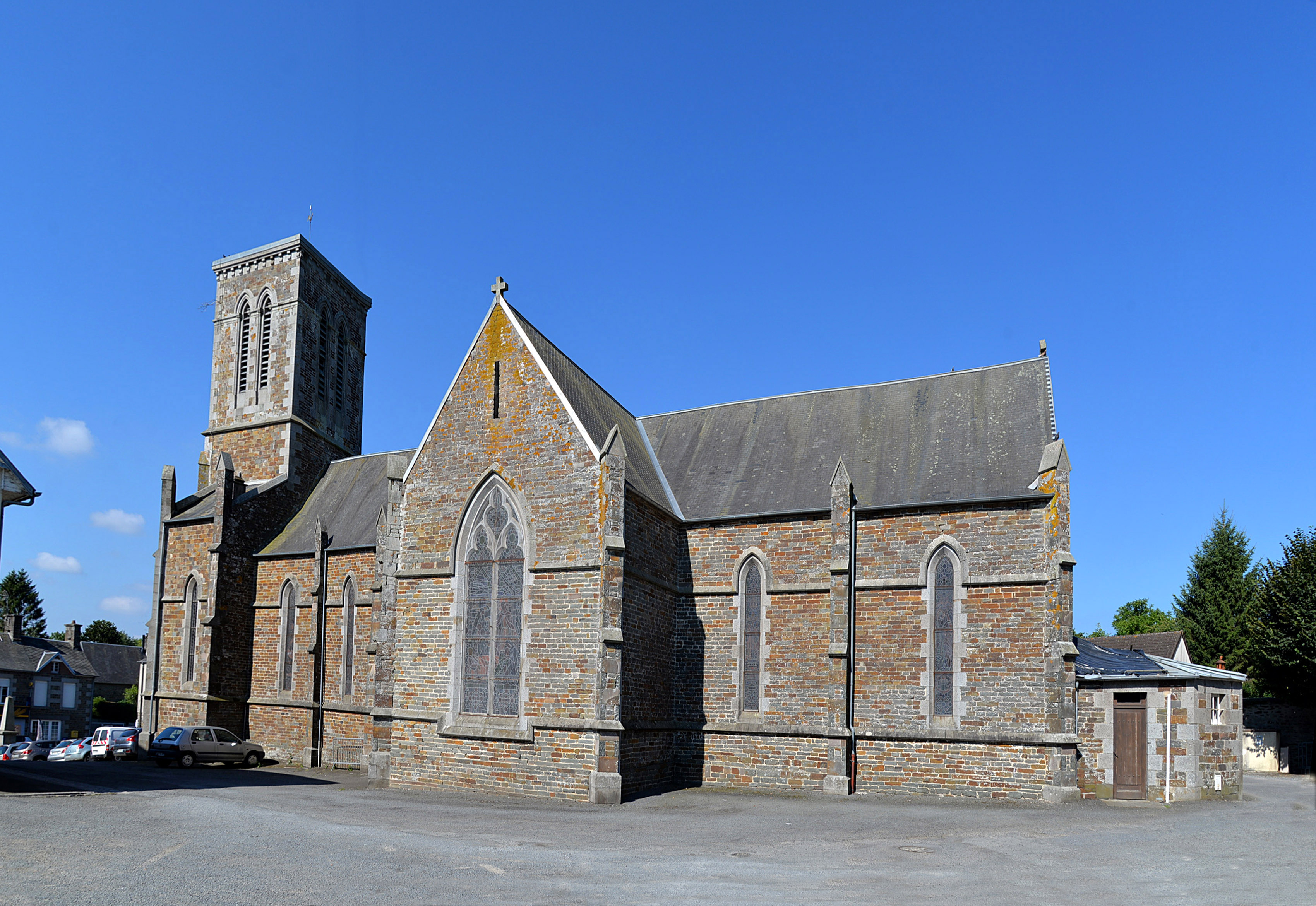
Kirche Saint-Crespin

- Kirche Saint-Crespin